# Atonement (film fra 1919)
Atonement er en amerikansk stumfilm fra 1919 af William Humphrey.

## Medvirkende
| Skuespiller      | Rolle            |
| ---------------- | ---------------- |
| Grace Davison    | Laura Hamilton   |
| Conway Tearle    | Theodore Proctor |
| Huntley Gordon   | Vincent Carlton  |
| Sally Crute      | Sarah Hamilton   |
| Tony Merlo       | James Proctor    |
| Gretchen Hartman | Marcia           |
| Jean Del Val     | Tony             |
| Arthur Donaldson | Anselmo          |